# Johannes Ludwig
Johannes Ludwig (født 14. februar 1986) er en tysk kælker. 
Ludwig opnåede sit første store resultat, da han vandt EM-bronze i stafet for blandede hold i 2010. I 2013 vandt han bronze i enerkælk ved både VM og EM, og i 2014 vandt han EM-sølv i enerkælk. I 2017 vandt han sin første internationale guldmedalje, der kom ved VM for blandede hold.
Han repræsenterede Tyskland ved vinter-OL 2018 i Pyeongchang, hvor stillede op i enerkælk og på det tyske blandede hold. I enerkælk opnåede han i de fire gennemløb to andenpladser, en sjetteplads og en fjortendeplads, hvilket akkurat var nok til at sikre ham den samlede tredjeplads og bronze efter østrigeren David Gleirscher, der vandt guld, og amerikaneren Chris Mazdzer på andenpladsen. Ludwig var blot to tusindedele af et sekund hurtigere end Dominik Fischnaller fra Italien på fjerdepladsen.  I holdkonkurrencen var tyskerne store favoritter, idet de stillede op med fire kælkere, der allerede havde vundet medaljer ved legene. Ludwig var anden kører efter Natalie Geisenberger, mens Tobias Wendl og Tobias Arlt på toerkælken sluttede af. De kørte samlet på 2.24,517 minutter og vandt løbet foran Canada med 2.24,872 og Østrig med 2.24,988 minutter.
I 2019 var Ludwig med til at vinde EM-sølv i stafet for blandede hold, og i 2020 vandt han VM-guld i samme disciplin, inden han ved EM i 2021 vandt EM-sølv i enerkælk.